# Michel Godard

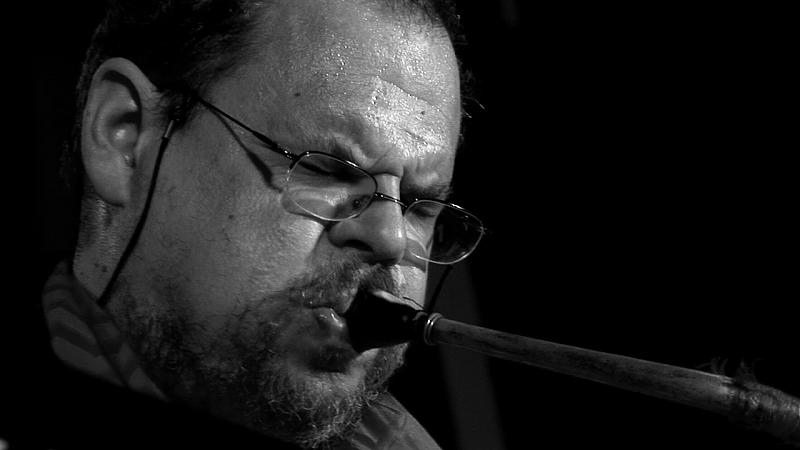
Michel Godard

Michel Godard (* 3. Oktober 1960 in Héricourt, Département Haute-Saône) ist ein französischer Jazzmusiker (Tuba, Serpent, auch E-Bass).

## Leben und Wirken
Godard studierte klassische Musik (Trompete) am Musikkonservatorium in Besançon und Paris. Auf der Suche nach Aufnahmen mit Tuba stieß der auf die Schallplatte Bush Baby mit Bob Stewart (Tuba) und Arthur Blythe (Saxofon). Nach Godards Bericht war das der Einstieg in den Jazz und die Improvisierte Musik. Er war von 1988 an Mitglied des Philharmonischen Orchesters von Radio France. Von 1989 bis 1991 spielte Godard im Orchestre National de Jazz unter Claude Barthélémy. Weiterhin gehörte er verschiedenen Ensembles an wie dem Orchestre National de France, dem Ensemble Musique Vivante, dem Ensemble Jacques Moderne, dem Ancient Music Ensemble La Venice, XVIII-21 Musique de Lumieres und dem Arban Chamber Brass Quintett.
Godard ist heute ein profilierter europäischer Jazzmusiker, der auf der Tuba mehrstimmige Spieltechniken (Multiphonics) einsetzt, auch zeitgenössische sowie Alte Musik spielt und in sehr unterschiedlichen Ensembles und Besetzungen auftritt sowie Platten aufnimmt. Zunächst bekannt wurde Godard durch seine Zusammenarbeit mit seinem ebenfalls Tuba spielenden Landsmann Marc Steckar in dem Tuba-Jazzensemble Steckar Tubapack. Ungewöhnlich ist, dass Godard seit 1979 außer Tuba auch Serpent spielt, den Vorläufer der Tuba. Auch zum E-Bass greift er hin und wieder.
Godard bildete ein Quartett mit dem amerikanischen Tuba-Virtuosen Dave Bargeron (bekannt u. a. durch seine Zusammenarbeit mit der Rock-Bigband Blood, Sweat & Tears). Aktuell spielt er u. a. in der Gruppe des aus dem Libanon stammenden Ud-Spielers Rabih Abou-Khalil, mit der Capella de la Torre und in zahlreichen eigenen Projekten wie Le miroir du temps.
Michel Godard lehrt seit 2002 Serpent in der Alte-Musik-Sektion des Pariser Konservatoriums.
Godard lebt im Städtchen Monthyon (bei Meaux, Frankreich).

## Diskografie (Auswahl)

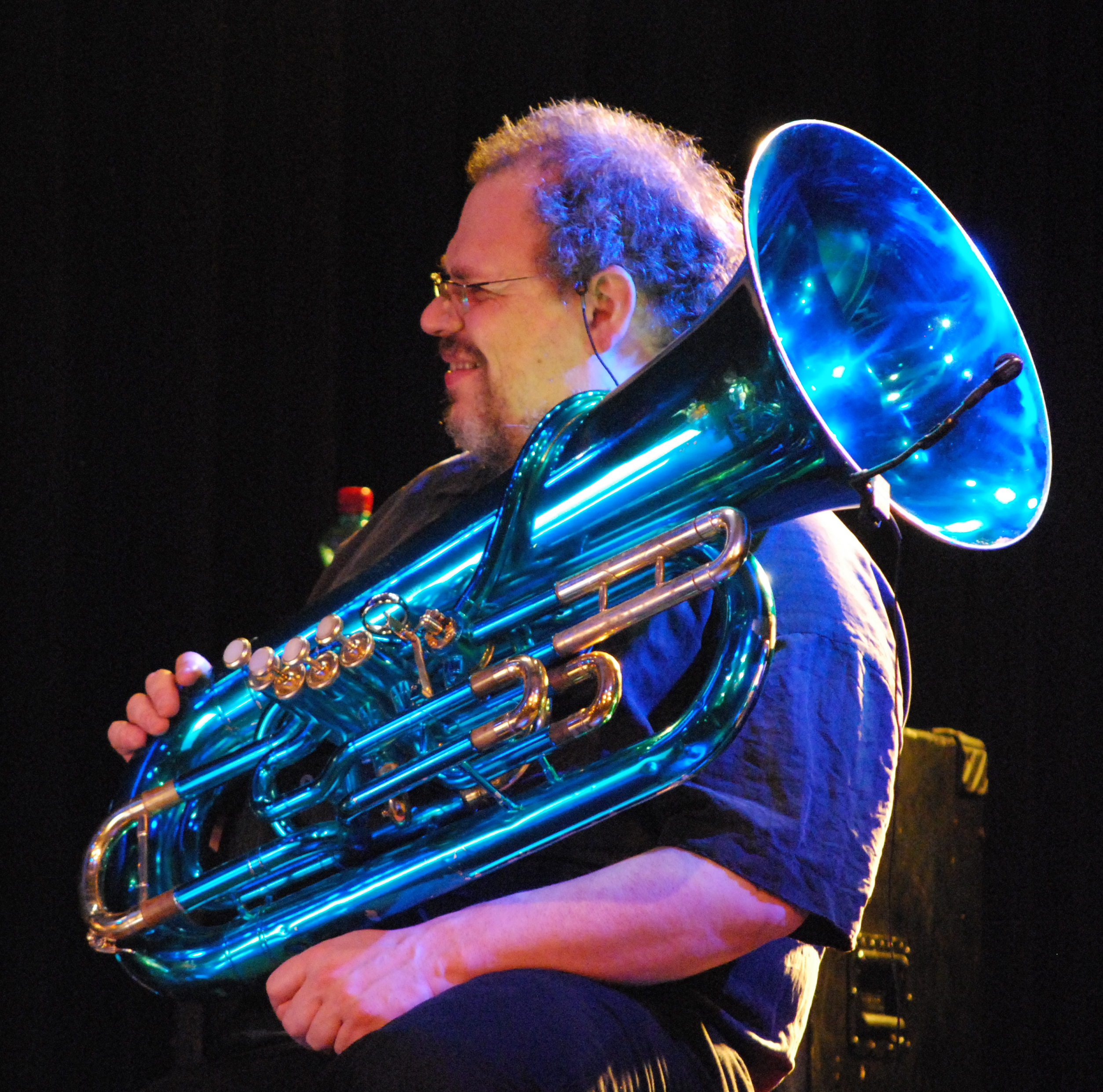
Michel Godard bei einem Konzert mit Luciano Biondini und Ernst Reijseger. Treibhaus Innsbruck, 2009

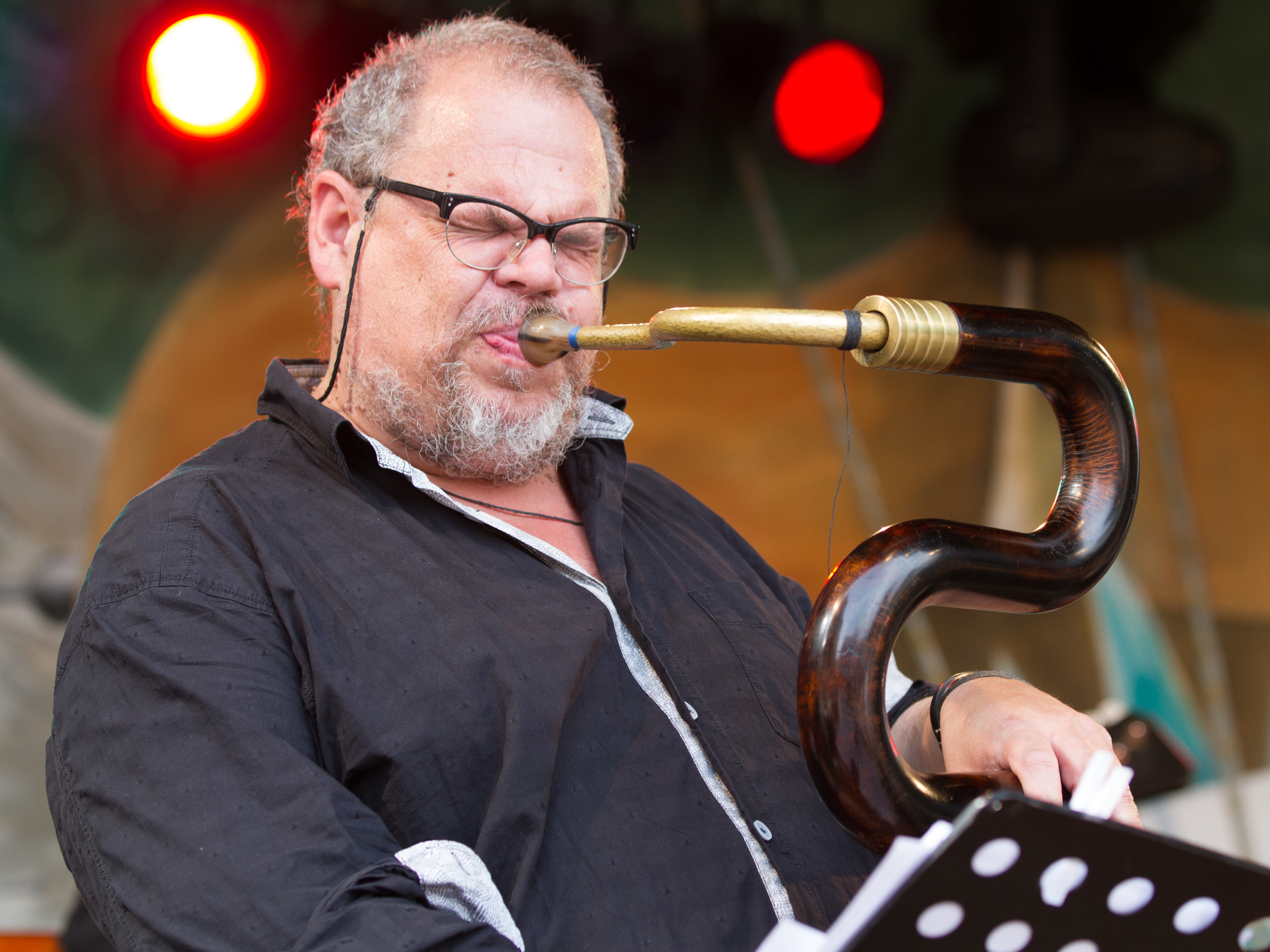
Michel Godard (auf dem Serpent, 2014)

- 1987 Michel Godard/Jean-Marc Padovani: Comédy (u. a. mit dem Arban Concert Brass Ensemble und Bob Stewart)
- 1989 Michel Godard: Le Chant du Serpent; Louis Sclavis Septet: Chamber Music
- 1991 Valentin Clastrier: Hérésie
- 1992 Michael Riessler: Héloise
- 1993 Klaus König: The Song of Songs
- 1994 Clastrier/Godard/Matinier/Riessler/Rizzo/Siracusa: Le Bûcher des Silences; Michel Godard: Aborigène (mit Pierre Charial)
- 1994 Abou-Khalil/Levy/Wheeler/Mariano/Godard/Swallow/Nauseef/Cardona/Khaiat: The Sultan's Picnic (Enja Records/Winckelmann)
- 1995 Orchestra Improvista: Nino Rota... Fellini; Enrico Rava: Carmen
- 1996 Abou-Khalil/Godard/Khaiat/The Balanescu Quartet: Arabian Waltz (Enja Records/Winckelmann)
- 1997 Sylvie Courvoisier: Ocre; La Banda; Linda Sharrock, Michel Godard, Wolfgang Puschnig: Dream Weavers
- 1997 Abou-Khalil/Levy/Godard/Nauseef/Khaiat: Odd Times (Enja Records/Winckelmann)
- 1998 Michel Godard: Sous Les Voutes, Le Serpent...
- 1999 Christof Lauer: Fragile Network
- 2000 Michel Godard: Castel del Monte; Nancy Houston: Peregrinations Goldberg
- 2001 Dave Bargeron / Michel Godard: Tuba Tuba; Battaglia, Rabbia, Pifarély, Courtois, Godard Atem (Splasc(h))
- 2002 Michel Godard: Castel del Monte II: Pietre di Luce (mit Linda Bsiri, Gabriele Mirabassi, Vincent Courtois, Marie Ange Petit); Michel Godard / Dave Bargeron: TubaTubaTu
- 2004 Pierre Favre with ARTE Quartett & Michel Godard: Saxophones; Freddy Eichelberger, Michel Godard, Ludus Modalis: Une Messe pour la Saint-Michel & tous les saints anges
- 2005: Michel Godard: Cousins Germains (mit Wolfgang Puschnig, Herbert Joos, Christof Lauer, Franck Tortiller, Wolfgang Reisinger); Lucilla Galeazzi - Vincent Courtois - Michel Godard: Trio Rouge
- 2006: Lauer/Godard/Husband: Blues in Mind; Pierre Favre Fleuve
- 2007: Abou-Khalil/Dabaghyan/Godard/Cagwin: Songs for Sad Women
- 2008: Abou-Khalil/Ribeiro/Godard/Cagwin/Biondini/Quintus: Rabih Abou-Khalil em português (Enja Records/Winckelmann); Tre Bassi feat. Hille Perl/Michel Godard/Lee Santana: De Profundis (Carpe Diem Records)
- 2009: Patrick Bebelaar Gegenwelten-Abgesang (feat. M. Godard, Herbert Joos, Gavino Murgia, Frank Kroll); Michel Godard: Le concert des parfums, mit G. Murgia, Patrice Héral, Sébastien Marq, Gérard Marais
- 2010 Abou-Khalil/Godard/Cagwin/BJO Symphony Orchestra: Trouble in Jerusalem (Enja Records/Winckelmann)
- 2011 Michel Godard / Patrick Bebelaar: Dedications; Michel Godard / Franck Tortiller / Patrice Héral: Ivresses; Michel Godard: Monteverdi - a Trace of Grace (Carpe Diem Records)
- 2012 Helena Rüegg / Michel Godard / Quique Sinesi: Dias de felicidad
- 2014 Günter „Baby“ Sommer / Michel Godard / Patrick Bebelaar: Three Seasons
- 2015 Michel Godard & Le miroir du temps: A Serpent’s Dream
- 2017  Michel Godard / Ihab Radwan: Doux désirs / Nataša Mirković, Michel Godard, Jarrod Cagwin: En el amor (Bestenliste 4/2017 zum Preis der deutschen Schallplattenkritik)
- 2019 Alim Qasımov & Michel Godard: Awakening
- 2020 Nataša Mirković & Michel Godard: Risplendenti, Riversi
- 2021 Anita Piscazzi & Michel Godard: Ferma l’Ali
- 2023 Michel Godard/Roberto Ottaviano: Astrolabio Mistico

## Video
- 2001 Rabih Abou-Khalil: The Cactus of Knowledge Enja ENJ-9401 9 [Video-DVD]